# Vlhošť (Ralská pahorkatina)
Vlhošť je výrazná neovulkanická hora na katastru obce Blíževedly v okrese Česká Lípa v Libereckém kraji. Vlhošť je nejvyšším vrcholem Polomených hor. Přírodní rezervace Vlhošť se rozkládá na vrcholech a na části svahů Vlhoště a Malého Vlhoště a je ve správě CHKO Kokořínsko – Máchův kraj.

## Název
Název hory je snad slovanského původu a mohl být přivlastňovací příponou -šť odvozen z osobního jména Vělgost ve významu Vlhostův vrch. Jiná, méně pravděpodobná, hypotéza významu odkazuje na název popisující velikost vrchu odvozený ze slov Velhošť nebo Velehošť. První část názvu může také pocházet z markomanského slova wild/wilth – dravý, divoký.
První písemná zmínka („in Wlhossti“) o hoře pochází z roku 1406. V letech 1574 a 1597 byla hora zvána Vilhošťí (Willhosst). Mapa prvního vojenského mapování z doby okolo roku 1781 vrch uvádí německým názvem a rozlišuje jej od Malého Vlhoště: Grose Wiltsch b. a Klei: Wiltsch b. V devatenáctém století se objevila snaha o poněmčení jména na Wildhorst. Ustálil se název Wilhoscht, ale používaly se také hovorová jména Wilsch nebo Wilschberg a české pojmenování Vilhošť. Po roce 1918 se ve vlastivědných pracích objevovaly novotvary Vlhoš a Bolhošť, ale časem převládl tvar Vlhošť.

## Historie
Jako první popsal geologickou stavbu Vlhoště František Ambrož Reuss ve svém díle Mineralogische Beschreibung des Leutmeritzer Kreises vydaném roku 1793. Mimo jiné ve vlhošťském znělci rozeznal krystaly živce a amfibolu. Jeho syn August Emanuel Reuss se pokusil popsat, částečně podle výzkumu na Vlhošti a ne bez chyb, stratigrafické členění České křídové pánve.

## Popis
Hora je tvořená znělcem, který pronikl před 31 milióny lety okolním pískovcem. Udávaná výška je 614,1 m n. m. Leží v Dokeské pahorkatině (součást Ralské pahorkatiny), na jihozápadě od okresního města Česká Lípa, zhruba 1 km východně od osady Hvězda; další pískovcové valy na Vlhošť navazují, poblíž je Malý Vlhošť a Stříbrný vrch, oba 439 m n. m. Území je porostlé lesním porostem včetně vrcholu, výhled do okolí je tak omezený.
Vlhošť je nejvyšším bodem CHKO Kokořínsko – Máchův kraj. Vrchol hory náleží do katastru Litic.

## Geologie
Jádrem vrchu je znělcové těleso (sodalitický fonolit). Franz Hantschel jej považoval za lakolit a vedl spor s Hermannem V. Graberem, který Vlhošť označil za znělcovou kupu. Za lakolit byl vrch považován i v šedesátých letech dvacátého století Lubomírem Kopeckým. Novější měření protonovým magnetometrem ukázala, že znělcové těleso je protažené ve směru severozápad–jihovýchod a na severozápadě z něj vystupuje několik výběžků. Podobá se tak k severu až severovýchodu ukloněné žíle.

## Přírodní rezervace
Rezervace Vlhošť byla vyhlášena roku 1998. Týká se vrcholu a svahů Vlhoště i Malého Vlhoště na katastrálním území vsí Heřmánky, Hvězda a Litice v okresu Česká Lípa. Chráněná oblast má plochu 81,81 ha, je ve výšce 380–614 m n. m.

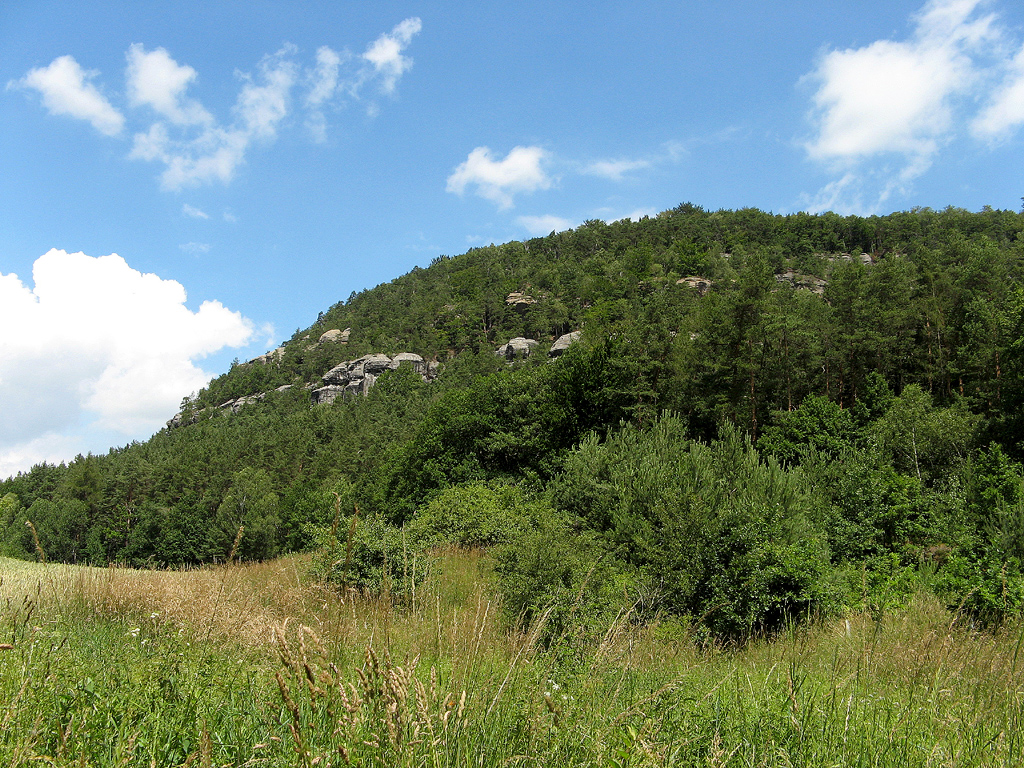
Svahy Vlhoště

Chráněné jsou květnaté bučiny, borové lesy, vřesy a lišejníky. Je zde mj. mnoho druhů měkkýšů a pavouků, žijí zde saranče, hnízdí zde sokol stěhovavý a holub doupňák.

## Přístup
Asi 200 m západně od vrcholku se rozkládá Vlhošťský důl, v jehož části vede silnice spojující osadu Hvězda se vsí Litice. V dole se kříží červená turisticky značená cesta z Dubé a Holan se zelenou rovněž z Holan a pokračující do Skalky. Vede zde i cyklotrasa 0059. Z červené vede žlutá kolem vrcholu, nikoli na něj; značená cesta až na vrchol nikdy nevedla. Nejbližší železniční stanicí je cca 5 km vzdálené nádraží v Blíževedlech na trati č. 087 Lovosice – Česká Lípa.

## Horolezectví
Mohutné pískovcové skalní terasy na západním a jihozápadním svahu Vlhoště poskytují vhodné podmínky pro horolezeckou činnost; lezení je zde časově omezeno na sezónu od července do prosince.